# Movimiento federalista del noreste de México durante la República Centralista
El movimiento federalista del noreste de México durante la República Centralista de México fue la manifestación de la inconformidad de los federalistas de la región hacia la reorganización del estado mexicano como un estado unitario a partir de la derogación de la Constitución de 1824. El movimiento fue posterior a la separación de Texas, ocurrida en 1836. Sin embargo, a diferencia de los texanos, los federalistas al sur del río Nueces no parecen haber aspirado a formar un país independiente, sino a impulsar el restablecimiento del sistema federal en el país y a defender su derecho a organizar el gobierno de los estados del noreste. Fue la reunión de una convención de los oficiales federalistas de Nuevo León, Coahuila y Tamaulipas, así como los datos ofrecidos por la prensa texana y del sur de Estados Unidos lo que ha motivado que el movimiento federalista del noreste haya sido calificado de secesionista, aunque en las declaraciones de los protagonistas de esa historia no se haya hecho alusión a esto jamás.

## Antecedentes

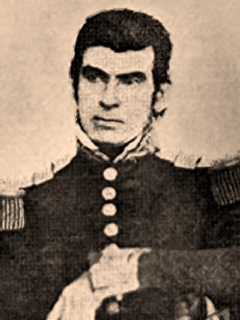
José Urrea, general que participó en la expedición contra los rebeldes independentistas en Texas, fue una de las figuras visibles en la resistencia contra la instauración del centralismo en México en la década de 1830.

La historia de México durante el siglo XIX estuvo marcada por el enfrentamiento entre diversas corrientes políticas que disputaron, incluso por las armas, el dominio del país. Desde el inicio de la vida independiente, el debate sobre la forma de organizar el estado mexicano creó profundas divisiones en el país. El Primer Imperio Mexicano fue la primera forma de gobierno adoptada por la nación, pero fue abolida por los republicanos, entre los que, por esa época dominaban políticamente los federalistas. De esta manera, tras un período de algunos meses, se adoptó la constitución federal de 1824, que estableció el régimen federal.
Si bien el federalismo satisfizo a las élites regionales que comenzaban a formarse por aquellos años, la división entre las diversas facciones políticas mexicanas, estimulada por la injerencia de los representantes de potencias extranjeras como Estados Unidos y Reino Unido, produjo una gran inestabilidad en las primeras décadas de vida independiente. De esta forma, tras el término del mandato de Guadalupe Victoria, el país se vio envuelto en una serie de rebeliones contra el gobierno, encabezadas o apoyadas por las élites regionales. El sector conservador manifestaba que el federalismo, lejos de favorecer la integración del estado nacional, contribuía a la fragmentación del territorio. En el escenario de inestabilidad y aliados con Antonio López de Santa Anna —una de las figuras más notables de la vida mexicana en la época—, los conservadores consiguieron disolver el Congreso y derogar la Constitución de 1824 en el año de 1835. Al año siguiente se dieron a conocer las Siete Leyes, que sentaron las bases de la organización del estado mexicano como un estado unitario.
El establecimiento de la república centralista en México fue el pretexto que aprovecharon los colonos texanos de origen anglosajón y sus aliados mexicanos para proclamar su independencia respecto a México. En realidad, las razones del descontento texano eran otras: sus pretensiones de separar Texas de su unión con Coahuila, y su preocupación por la inminente desaparición de la esclavitud en la región ante la declaración de la constitución del estado de Coahuila y Texas de que nadie nacería en tal estado dentro del territorio coahuilense. El 21 de abril de 1836, Santa Anna, preso de los rebeldes texanos, fue obligado a reconocer la independencia de la provincia texana por la firma del Tratado de Velasco. Otros movimientos detonados por la instauración de la república centralista fueron la separación de Yucatán y de Tabasco, así como las rebeliones de Zacatecas (1835) y Sinaloa (1837). Esta última fue una de las más duraderas y era encabezada por José Urrea. El movimiento de Urrea se extendió hacia Tampico en 1838, y de ahí se extendió por los tres estados del noreste mexicano: Tamaulipas, Nuevo León y Coahuila.

## Rebelión de Tampico

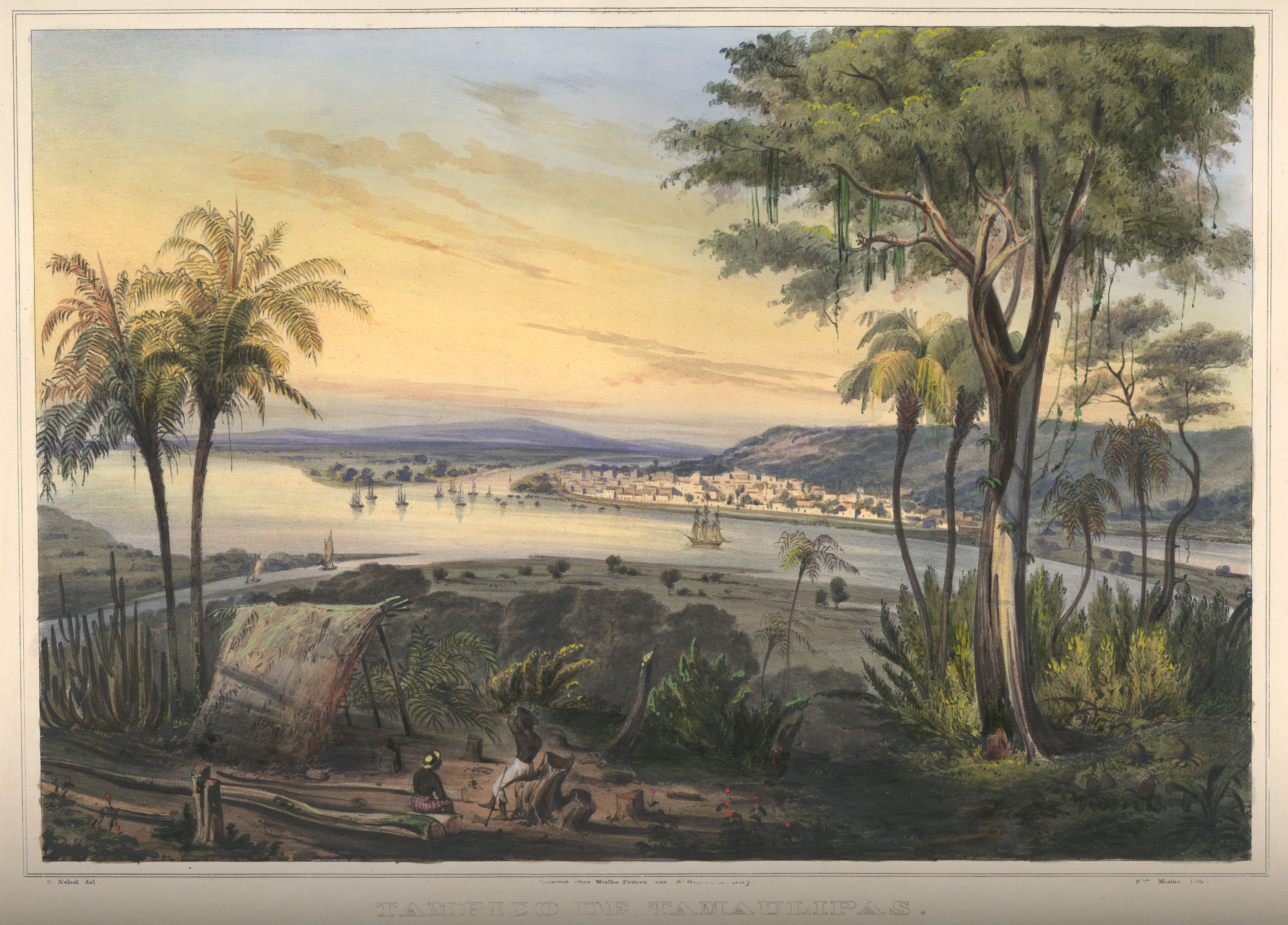
Vista de Tampico en la década de 1830. Este puerto fue el foco de uno de los principales movimientos federalistas durante la República Central. La rebelión de Tampico ocurrió al mismo tiempo que la Primera Intervención francesa en México.

Tras los sucesos en el partido de Texas que condujeron a su separación y constitución como república independiente de facto, en el estado de Tamaulipas se vivía una situación de agitación política. Como otros departamentos del noreste de México, las élites políticas y económicas de Tamaulipas también resistían a un mayor control de los asuntos locales desde el gobierno central, asentado en la Ciudad de México. En esa coyuntura Longinos Montenegro secundó los pronunciamientos federalistas que ya se habían manifestado en diversas ciudades de la república. El 7 de octubre de 1838 lanzó un manifiesto en Tampico en el que proclamaba la restauración de la Constitución de 1824, y por ende, del federalismo en el país. Montenegro asumió el papel de comandante de la plaza, pero se sometió a las órdenes de José Urrea, que ya un año antes había iniciado la agitación federalista en el noroeste de México.
De manera simultánea a la rebelión de Tampico encabezada por Montenegro, el gobierno mexicano enfrentaba la presión naval de los tropas franceses en la isla de Sacrificios, frente a las costas de Veracruz, como parte de la guerra de los Pasteles. Montenegro aprovechó esta situación para su propia causa. Envió un comunicado al almirante Bazoche, comandante de las fuerzas francesas que se hallaban bloqueando la costa del Golfo desde el 16 de abril de 1838, ofreciendo el paso al puerto de Tampico a cambio de una parte de los impuestos de la aduana para los franceses.
Montenegro ordenó el encarcelamiento del general José de las Piedras, jefe militar de Nuevo León y Tamaulipas, afín a los centralistas y antiguo comandante de la guarnición mexicana en Nacogdoches, que se rindió a los texanos durante la guerra de independencia. Más tarde, recibió el apoyo de dos importantes cabecillas federalistas. Uno de ellos era José Antonio Mejía, quien ya había intentado tomar Tampico desde su exilio en Nueva Orleans en 1835, era especulador de tierras en Texas y amigo de Stephen Austin, presidente de la república texana. El otro era José Urrea, uno de los combatientes mexicanos en la guerra de independencia de Texas, prófugo del régimen tras ser derrotado en Sonora.
Por otro lado, durante el tiempo que había estado al frente del gobierno mexicano, el presidente Anastasio Bustamante había observado que la instauración del centralismo en México había acarreado un gran desconcierto y que no sería posible mantener la gobernabilidad a partir de las Siete Leyes. Por esta razón, se mantuvo siempre reservado para actuar hacia las protestas federalistas y concedió numerosos indultos, incluyendo la excarcelación del radical Valentín Gómez Farías. Sin embargo,  presionado por los franceses y por la resistencia federalista, finalmente ordenó a Martín Perfecto de Cos tomar el mando del ejército en el noreste y ordenó al general Valentín Canalizo que marchara desde Matamoros hacia Tampico para poner fin al movimiento federalista. Canalizo arribó a la población el 30 de noviembre de 1838, pero fue derrotado, en una batalla que le costó quinientas bajas al ejército.

## Rebelión de las villas del norte
El pronunciamiento de Montenegro fue secundado por otras rebeliones federalistas en el noreste del país. El 5 de noviembre fue secundado de manera notable por Antonio Canales Rosillo en Villa de Guerrero (Tamaulipas). Este personaje había participado en la conspiración federalista de Matamoros. Varios de sus correligionarios fueron puestos en prisión cuando ´fueron descubiertos. Canales no corrió la misma suerte por hallarse temporalmente en Saltillo. Cuando Canales supo del destino de la conspiración partió hacia Camargo, y de ahí, hacia Reynosa. Al comenzar noviembre de 1838, Canales atacó Guerrero en compañía de una tropa compuesta de indios, vecinos del lugar, vaqueros e incluso milicianos texanos. En Guerrero, Canales sumó el apoyo de Antonio Zapata Rocha, que llegó a ser el segundo en su movimiento.